# Le Petit Provençal
Le Petit Provençal est un ancien journal quotidien régional de Marseille et du sud-est de la France, publié entre 1880 (5e année) et 1944 (69e année),.

## Histoire

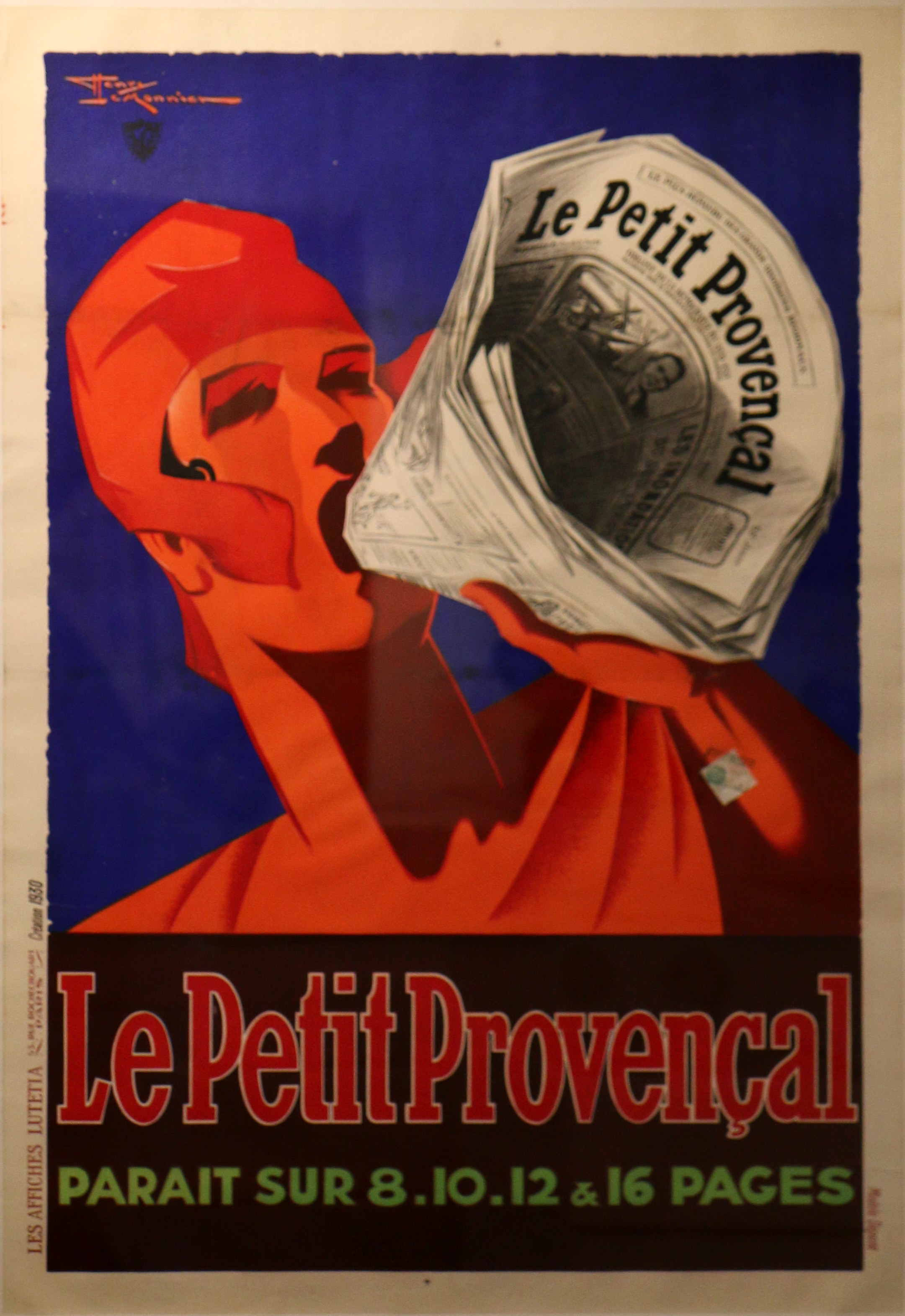
Affiche publicitaire du journal Le petit Provençal au musée d'histoire de Marseille

Geoffroy Velten (1831-1915), un homme d'affaires luthérien et alsacien installé à Marseille, et Jean-Baptiste Amable Chanot (1855-1920) avocat et maire de Marseille, sont à l'origine de la création de La Jeune République, première version du Petit Provençal.
Vincent Delpuech (1888-1966), journaliste et homme politique après avoir été administrateur-directeur du journal Le Radical (de Marseille) de 1921 à 1933, puis coadministrateur du Bavard en 1931, devient en 1933 président du conseil d'administration du Petit Provençal. Il donne un nouveau souffle au journal, en multipliant les pages spéciales sur le sport, la culture, l'agriculture, faisant du quotidien l'un des plus importants supports de presse du sud-est de la France.
Le 19 juin 1940, le journal publia en Une l'appel du général De Gaulle. Mais à partir de 1941, le journal soutient de plus en plus la politique du régime de Vichy.
En août 1944 durant les combats pour la libération de la ville, Xavier Culioli (1896-1978) (futur secrétaire général de la police pour les Bouches-du-Rhône et futur directeur du Provençal, grand résistant et militant socialiste), Nick Venturi (1923-2008) aidé de André Ambrosi (1914-1964), un militaire récemment évadé du camp de Sens (Yonne) et membre très actif des FFI, libèrent et occupent le siège du Petit Provençal, accompagnés de plusieurs hommes armés. Le directeur du journal Vincent Delpuech est démis de ses fonctions. Le quotidien va alors passer sous le contrôle de Gaston Defferre qui s'en attribue une majorité de parts avec son épouse Andrée Aboulker et devenir Le Provençal.
L'adresse du journal à Marseille était au 75, rue de la Darse et celle du bureau de Paris au 3, rue de la Bourse.

## Personnalités ayant travaillé au Petit Provençal
- Henri Austruy, de 1930 à 1936.

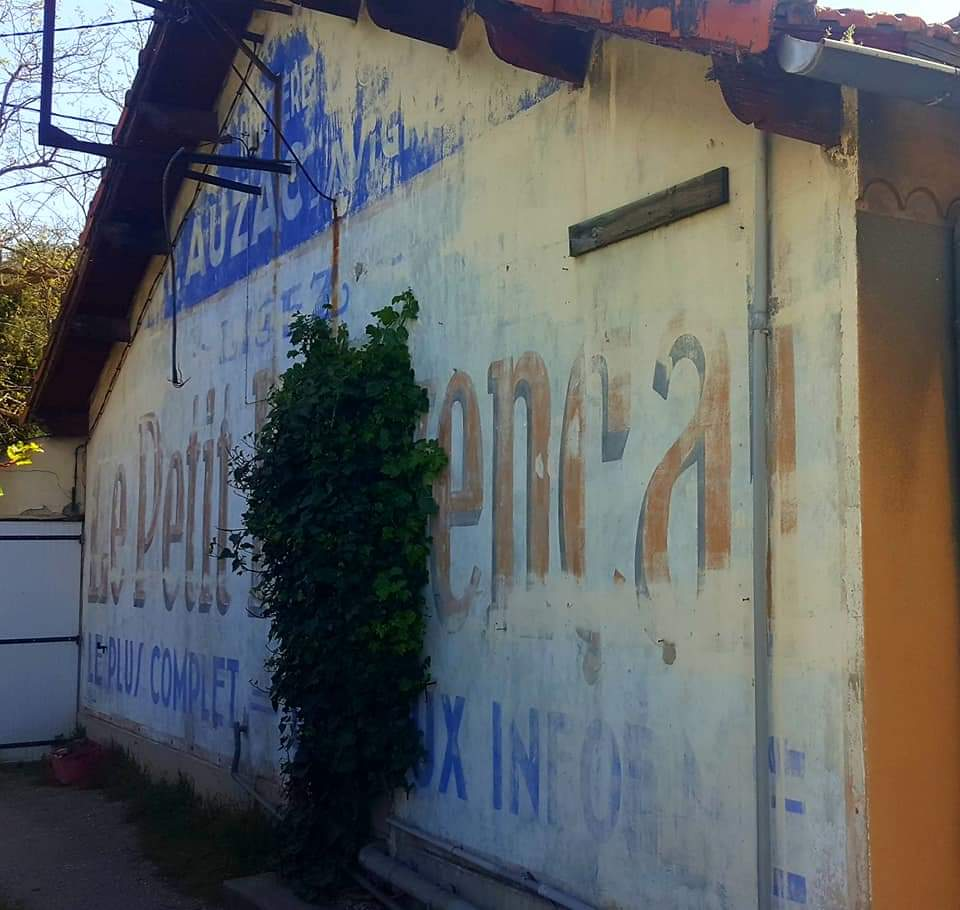
Ancienne publicité murale à l'entrée d'Avignon

- Jean Bouin (1888-1914) fut journaliste au Petit Provençal[3].
- Jules Muracciole (1906-1995), résistant français, Compagnon de la Libération.